# Lamborghini Huracán
Lamborghini Huracán är en sportbil som den italienska biltillverkaren Lamborghini presenterade på Internationella bilsalongen i Genève i mars 2014.

## Bilder
|

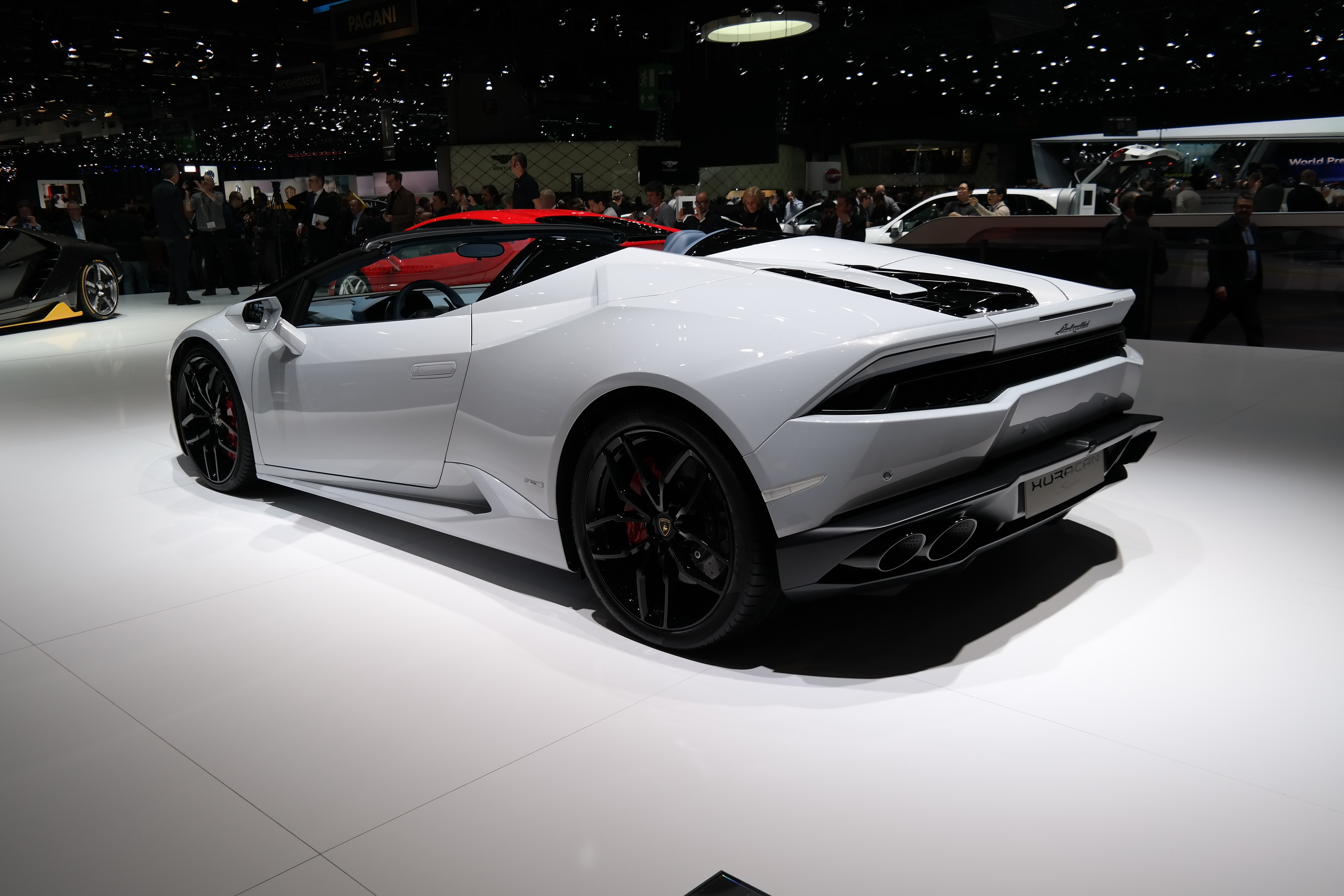
Huracán Spyder
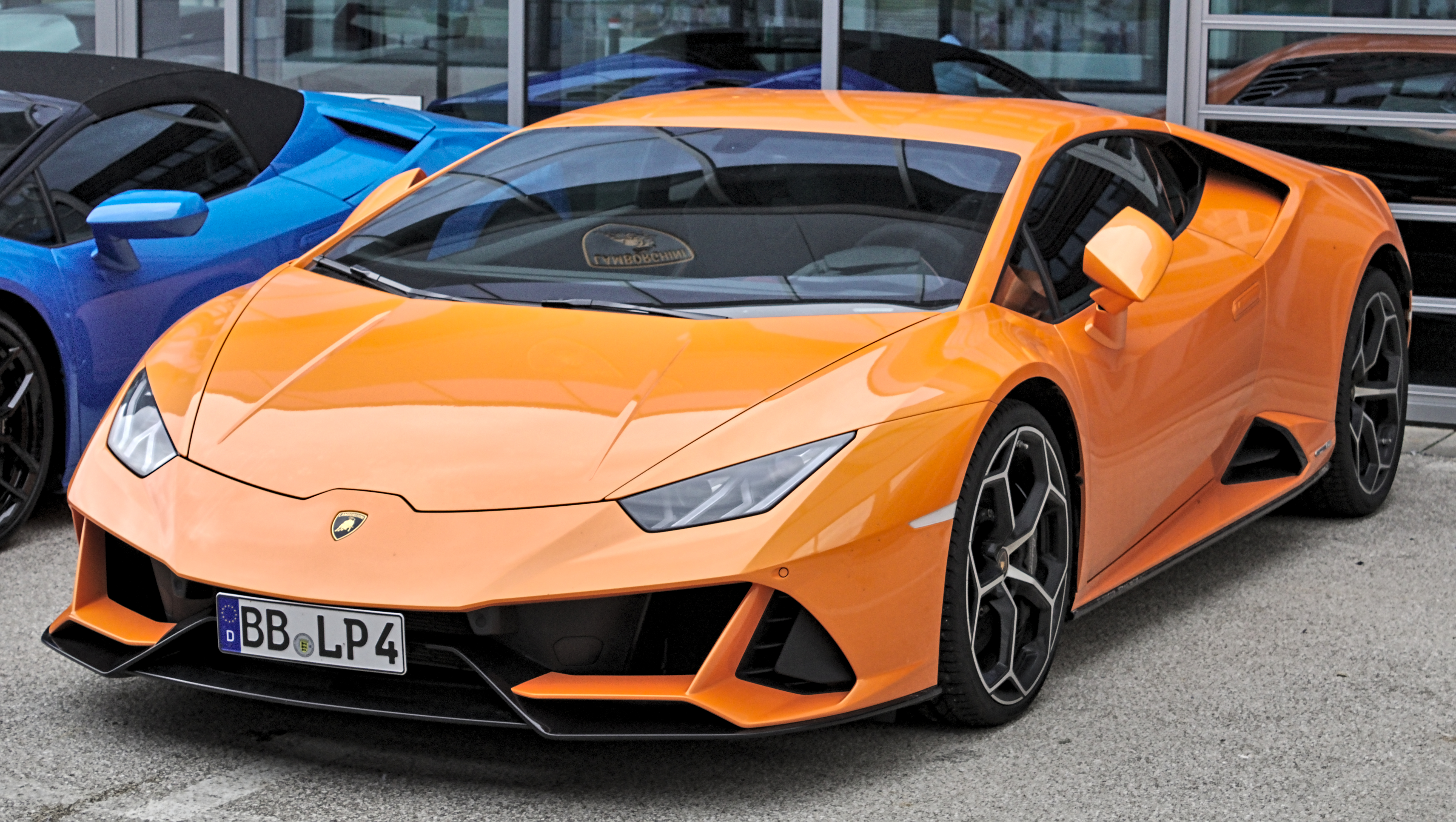
Huracán Evo
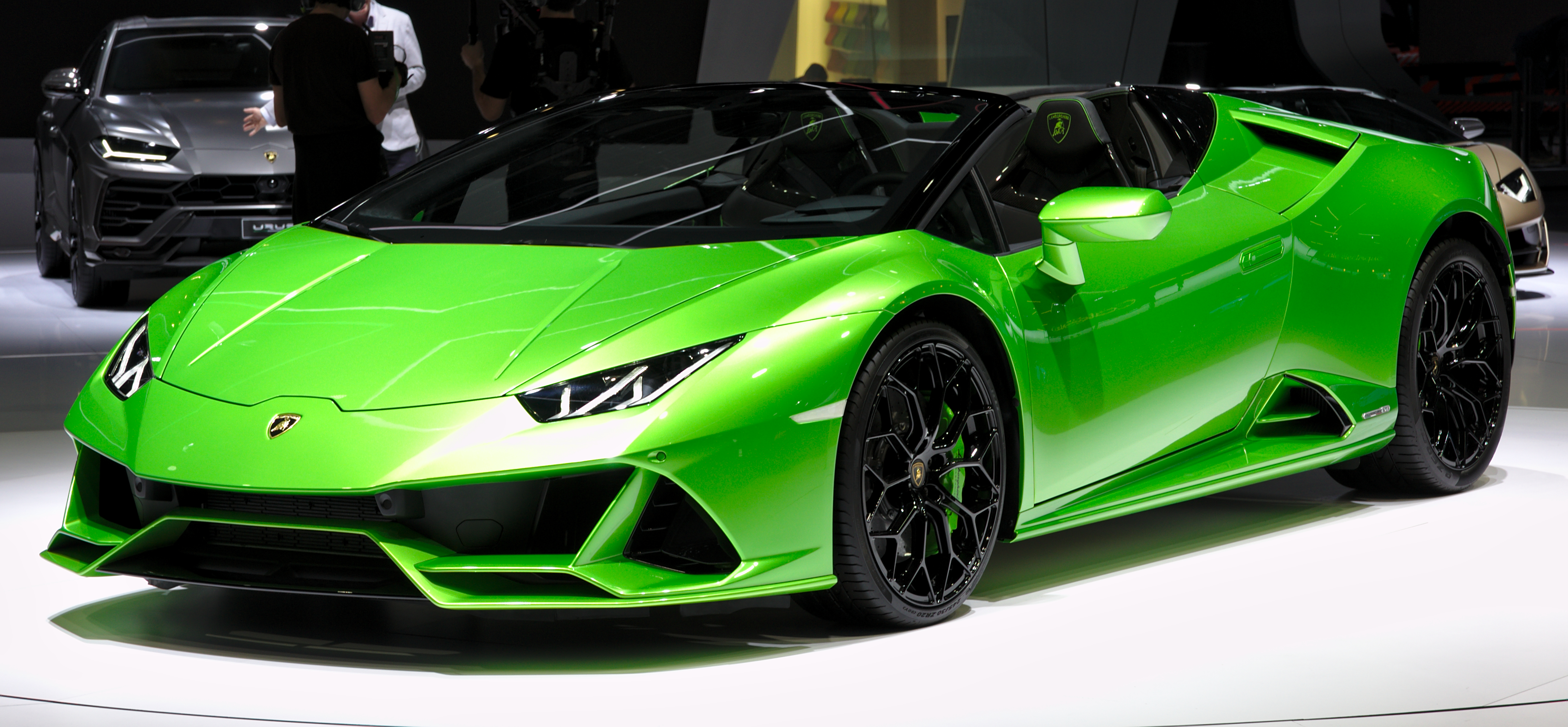
Huracán Evo Spyder
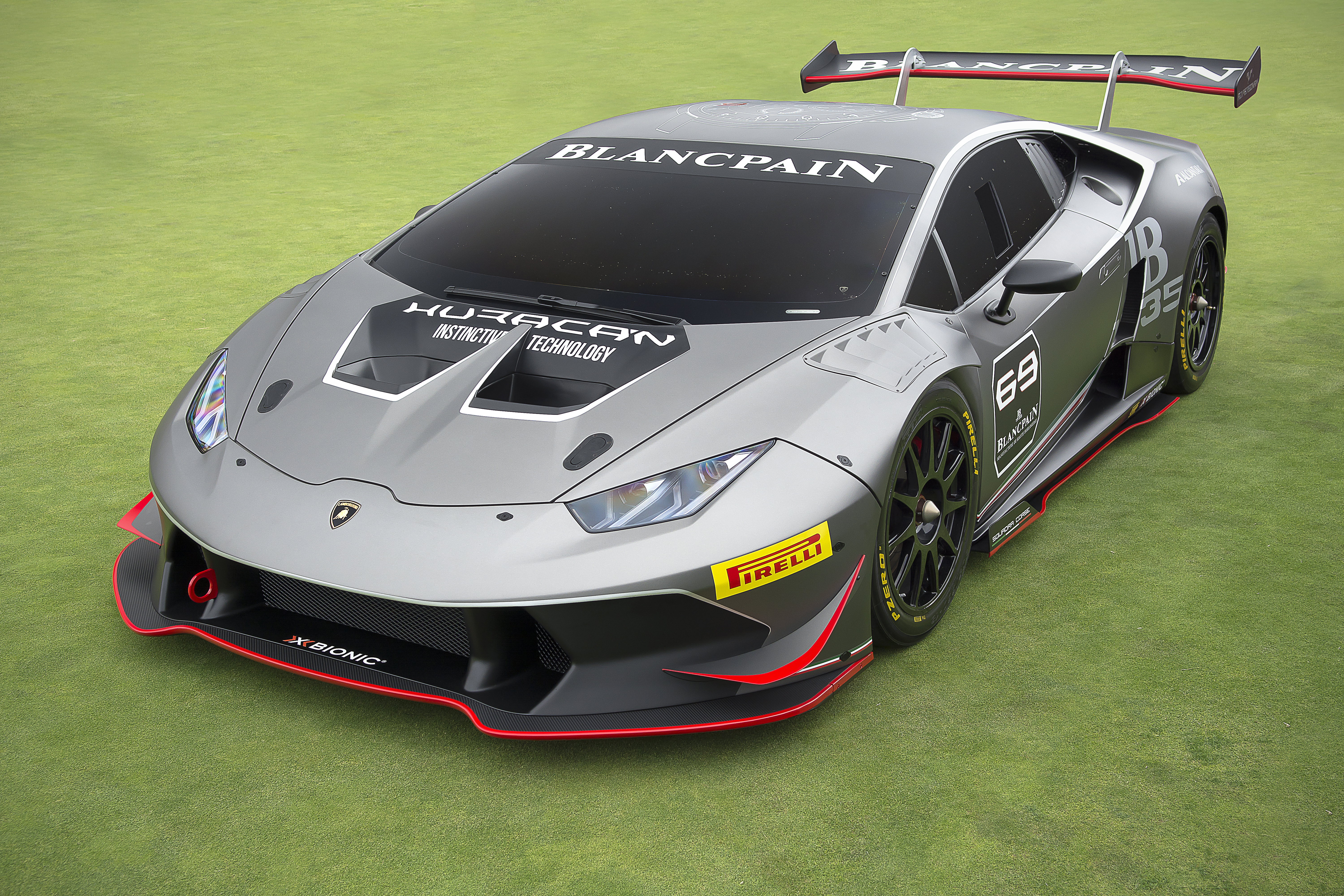
Huracán Super Trofeo
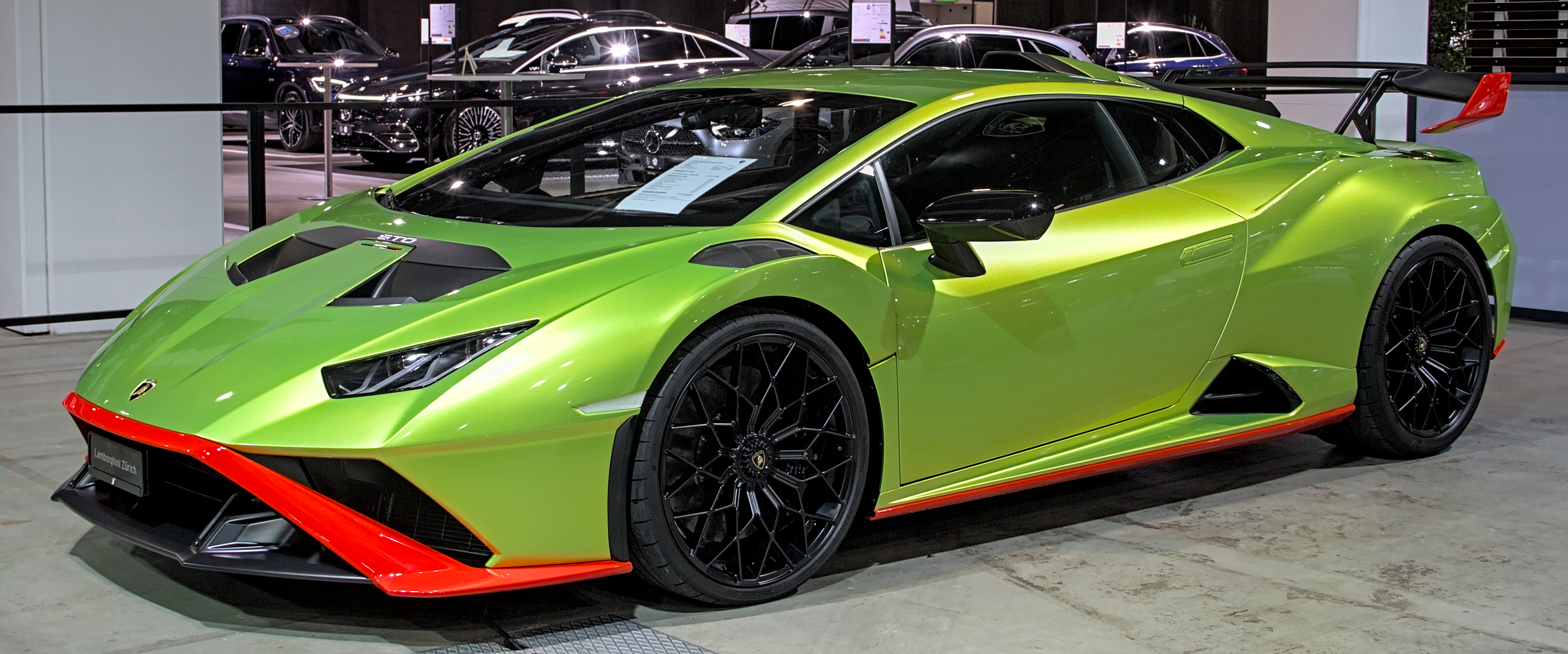
Huracán STO